# 8555 Mirimao
A 8555 Mirimao (ideiglenes jelöléssel 1995 LD) a Naprendszer kisbolygóövében található aszteroida. A Stroncone projekt keretében fedezték fel 1995. június 3-án.